# 우타고촌
우타고촌(宇田郷村)은 일본 야마구치현 아부군에 설치되었던 촌이다. 현재의 아부정의 일부에 해당한다.